# Dębnica Kaszubska (stacja kolejowa)
Dębnica Kaszubska – zlikwidowana stacja kolejowa w Dębnicy Kaszubskiej, w województwie pomorskim, w Polsce. Stacja znajdowała się przy nieczynnej linii kolejowej ze Słupska do Budowa.